# یازده روز، یازده شب
یازده روز، یازده شب (ایتالیایی: Undici giorni, undici notti) یک فیلم اروتیک سافت‌کور درام به کارگردانی جو داماتو است که در سال ۱۹۸۷ منتشر شد. این فیلم در نیواورلئان تصویربرداری شد و موفق‌ترین فیلم جو داماتو در گیشه در سرتاسر جهان بود.

## گزیدهٔ بازیگران
- جسیکا مور
- جاشوا مک‌دانلد
- مری سلرز
- دیوید براندن
- جووانی لومباردو رادیچه
- لورا خمسر
- میکی ناکس
- آنتونیو بونیفاچو[۲]